# Niederviehbach
Niederviehbach település Németországban, azon belül Bajorországban. Lakosainak száma 2684 fő (2023. december 31.). Niederviehbach Loiching, Kröning, Niederaichbach, Wörth an der Isar, Postau, Weng (Isar) és Moosthenning községekkel határos.

## Népesség
| Lakosok száma | 855  | 1748 | 2027 | 1901 | 2485 | 2510 | 2566 | 2580 | 2661 | 2684 |
|               | 1875 | 1950 | 1975 | 1987 | 2012 | 2014 | 2016 | 2017 | 2021 | 2023 |